# Associació Catalana de Compositors
L'Associació Catalana de Compositors (ACC) és una entitat privada de caràcter no lucratiu creada l'any 1974 per un nucli inicial de quinze compositors catalans que ha tingut com a objectiu principal la promoció i difusió de la creació musical autòctona i contemporània catalana, especialment la produïda pels membres de l'entitat.
Des de l'associació s'han editat i promogut les edicions de Llibre per a piano (1980), on figura, a més d'una composició mostra per a aquest instrument, el curriculum vitae i el catàleg d'obres de cadascun dels seus afiliats; 68 Compositors (1989) i Llibre per a guitarra (1992). També organitza amb una periodicitat bianual les anomenades "Mostres de Música Catalana Contemporània".
Frederic Mompou i Dencausse va ser el president honorífic de l'Associació. El primer president en actiu, des del 1974, fou Joaquim Homs i Oller. Entre 1977 i 1979 el president fou Josep Maria Mestres Quadreny. Des del 1981 fins al 1992 la presidència passà a mans d'Albert Sardà i Pérez-Bufill. Francesc Taverna i Bech fou el president entre els anys 1993 i 1996. Des del 1997 al 2000 ho fou Agustí Charles i Soler. Des del 30 d'abril de 2004, n'ocupa la presidència Domènec González de la Rubia.